# Mburicaó (Asunción)
Mburicaó  es un barrio de la ciudad de Asunción, capital de la República del Paraguay.
El nombre se atribuye al arroyo Mburicaó, que transcurre a lo largo de todo el barrio, aunque actualmente en gran parte se encuentra entubado y con construcciones residenciales y comerciales por encima del mismo. La naciente se encuentra debajo mismo de una estación de carga de combustible sobre la Avenida Eusebio Ayala y calle Julián Riquelme.
El uso de suelo del barrio Mburicaó es habitacional y comercial. Se encuentran ubicadas en el barrio varias embajadas, la residencia “Mburuvicha Roga”, que es la vivienda del Presidente de la República y su familia. También en ella se encuentra el Seminario Metropolitano.

## Historia
El barrio Mburicaó fue creado por Ordenanza Municipal de 1983, según los pobladores de la zona deben su nombre al arroyo que lo atraviesa. Anteriormente el territorio de Mburicao pertenecía, en parte al viejo Barrio San Blas y en parte al Barrio Santa Rosa.

## Geografía
Situado en la ciudad de Asunción, capital del Paraguay en el Departamento Central de la Región Oriental, dentro de la bahía del río Paraguay, ciudad cosmopolita, donde confluyen personas de distintas regiones del país y extranjeros que la habitan, ya arraigados en ella.
Posee 1,7 km², el terreno tiene dos suaves declives hacia Choferes del Chaco y la avenida Mariscal López. Atraviesa el barrio el arroyo Mburicaó. 
Límites
El barrio Mburicaó tiene como limitantes la avenida Kubitschek, la calle Choferes del Chaco, la avenida Mariscal López y la avenida Eusebio Ayala y la calle Capitán Carpinelli.
- Al norte limita con el barrio Mariscal López .
- Al sur limita con el barrio Vista Alegre.
- Al este limita con el barrio Recoleta.
- Al oeste limita con el barrio Bernadino Caballero.

### Clima
Clima tropical, la temperatura media es de 28 °C en el verano y 19 °C en el invierno. Vientos predominantes del norte y sur. El promedio anual de precipitaciones es de 1700 mm.

## Población
Mburicao tiene una población de 7.520 habitantes aproximadamente, de los cuales 44% son hombres y 56% son mujeres. La densidad poblacional es de 4.420 hab./km².

### Demografía
Existen 1.586 viviendas con un promedio de cuatro habitantes por cada una de ellas. El porcentaje de cobertura de servicios es el siguiente:
El 95 % de las viviendas poseen energía eléctrica. 
El 96 % de las viviendas poseen agua corriente. 
El 95 % de las viviendas poseen el servicio de recolección de basura.
El 80 % de las viviendas poseen red telefónica.
En materia sanitaria cuenta con un centro de salud, una clínica policial, una clínica para niños y consultorios privados.
Dos colegios públicos y dos privados brindan enseñanza primaria y secundaria. Además tiene otras instituciones educativas comunitarias y de deportes.
La mayor parte da la población es de clase alta y en menor porcentaje de clase media. Los vecinos son empleados y profesionales de distintas áreas y de mandos medios.

## Infraestructura
Las principales vías de comunicación son la avenida Kubitschek, la calle Choferes del Chaco, la avenida Mariscal López y la avenida Eusebio Ayala, todas asfaltadas. 
Las calles principales también asfálticas son: 25 de mayo, Teniente Fariña, Coronel Gaudioso Núñez, Teodoro S. Mongelós, entre otras calles internas del barrio se encuentran empedradas.
Operan cuatro canales de televisión abiertos y varias empresas que emiten señales por cable. Se conectan con veinte emisoras de radio que transmiten en frecuencias AM y FM. Cuenta con los servicios telefónicos de Copaco y los de telefonía celular, además cuenta con varios otros medios de comunicación y a todos los lugares llegan los diarios capitalinos.
Como transporte público circulan por las principales avenidas: la línea 40, la línea 7, la línea 6, la línea 2, la línea 20 y la línea 19.

## Organizaciones

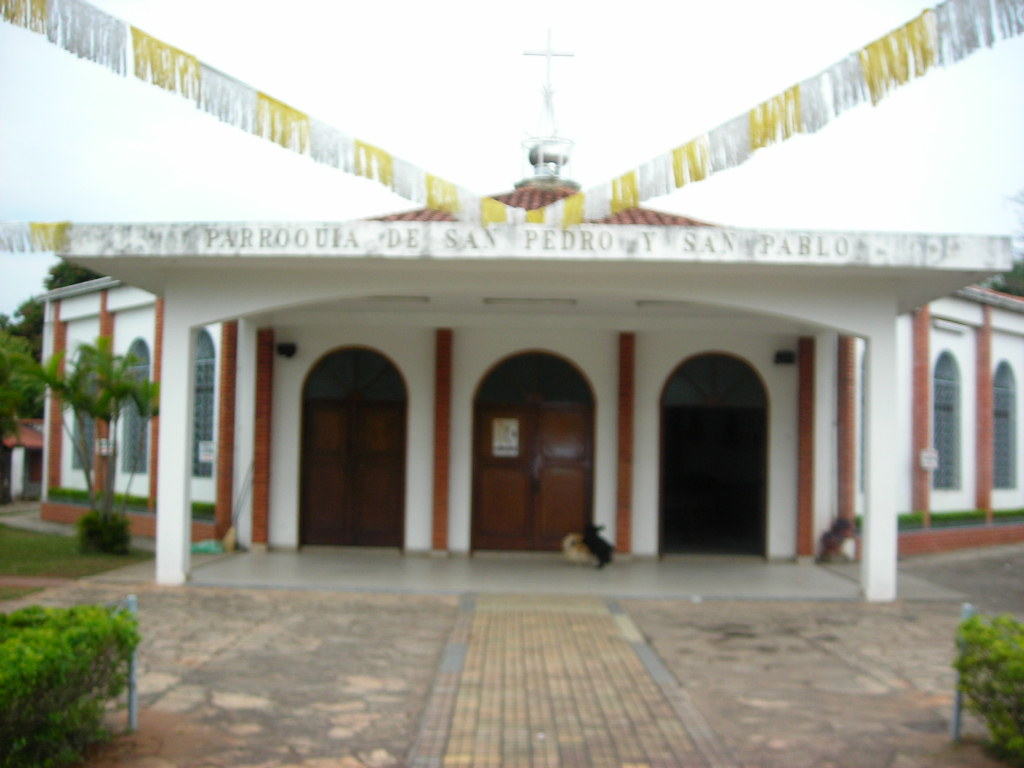
Iglesia San Pedro y San Pablo.

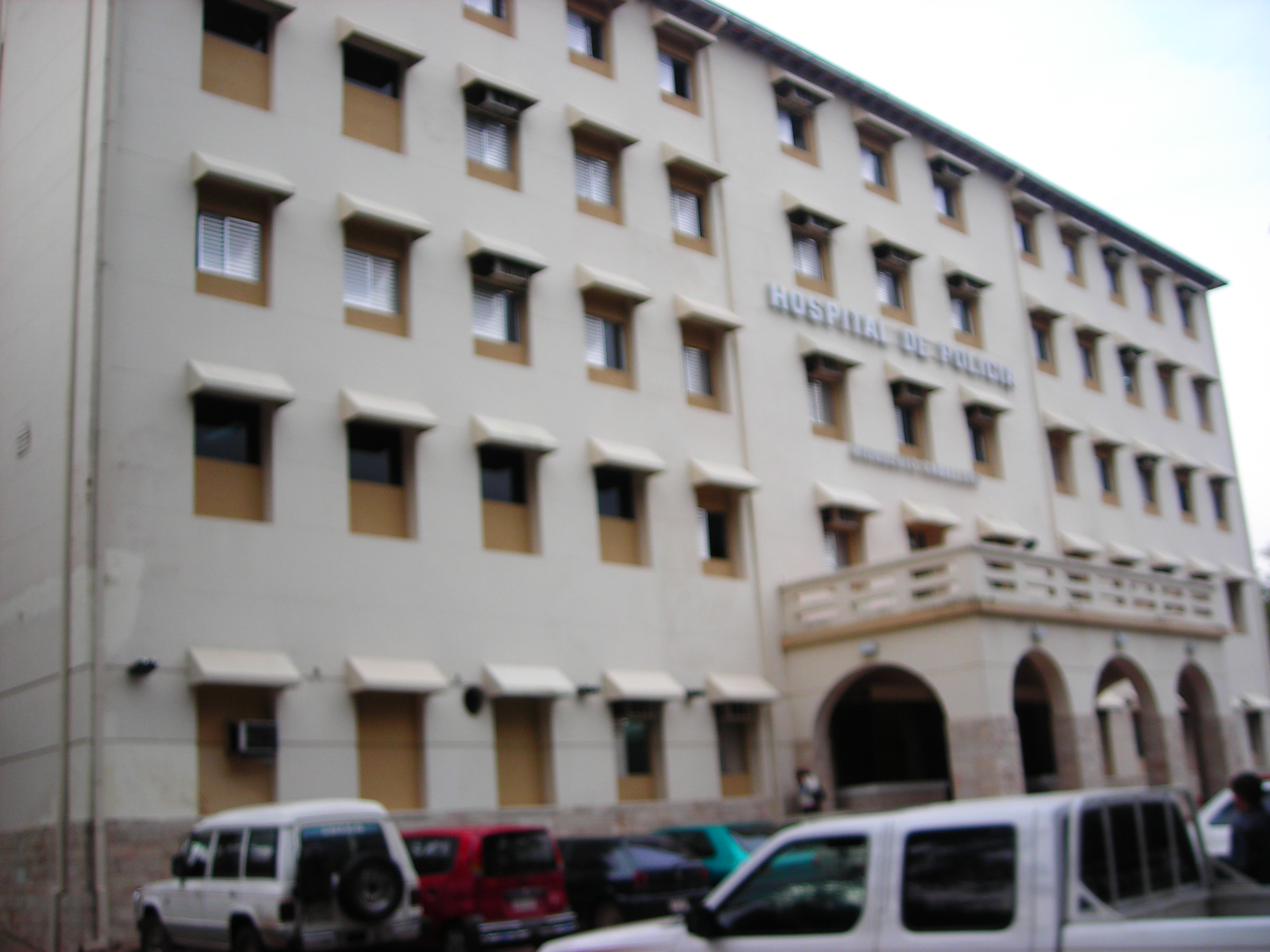
Policlínico Rigoberto Caballero.

- Asociación de Empleados del Banco Central
- Asociación de Empleados de Itaipú (campo de deportes)
- Asociación Paraguaya de Iglesias Adventistas
- Legión de la Buena Voluntad

Instituciones No Gubernamentales
Religiosas Católicas
- Iglesia Santa Rosa de Lima
- Iglesia San Pedro y San Pablo

Entidades Sociales:
- Club Chaco Boreal
- Club River Plate
- Club 24 de Septiembre
- Club de Leones del Barrio Bernardino Caballero

Educativas:
- Colegio Inmaculada Concepción
- Colegio Cristiano de la Ciudad de Asunción, Choferes del Chaco
- Base Educativa Comunitaria de Apoyo (B.E.C.A.)

Instituciones Gubernamentales
Policiales:
- Comisaría N.º 6

Servicios Sanitarios
- Policlínico Rigoberto Caballero
- Clínica del Niño
- Cobertura del Centro de Salud Nº 7

Educativas:
- Conservatorio Nacional de Música, (ex-Colegio Nac. Teniente de Aviación Milciades A. Piñeiro)
- Colegio Parroquial San Pedro y San Pablo

- Datos: Q6799822